# Velvet (Adam Lambert)
Velvet è il quarto album in studio del cantante statunitense Adam Lambert, pubblicato nel 2020.

## Tracce
1. Velvet – 2:58
2. Superpower – 3:10
3. Stranger You Are – 2:52
4. Loverboy – 3:20
5. Roses (con Nile Rodgers) – 3:49
6. Closer to You – 4:19
7. Overglow – 3:32
8. Comin in Hot – 2:48
9. On the Moon – 3:58
10. Love Dont – 3:40
11. Ready to Run – 3:09
12. New Eyes – 3:44
13. Feel Something – 2:58